# Otto von Stülpnagel
Otto von Stülpnagel est un officier général allemand - General der Infanterie - né le 16 juin 1878 à Berlin et mort par suicide le 6 février 1948 à Paris.
Il est chef des forces d'occupation allemandes en France (Militärbefehlshaber in Frankreich) d’octobre 1940 à février 1942, date à laquelle il est remplacé par son cousin Carl-Heinrich von Stülpnagel. Peu après, il est définitivement mis à la retraite, à l’âge de 64 ans.
Arrêté après la guerre par les Alliés puis extradé en France en 1946, il se suicide dans sa cellule, après plus d’un an d’emprisonnement à Paris en prévision de son procès.

## Biographie
Otto von Stülpnagel est le fils d'Otto von Stülpnagel (1822-1899), colonel de l'armée prussienne, issu d'une famille noble originaire de l'Uckermark. Son frère est le général Edwin von Stülpnagel (de).
Il est élève-officier d'abord au collège militaire de Potsdam, puis à celui de Gross-Lichtfeld.

### Carrière militaire (1898-1937)
Dès 1898, Stülpnagel sert, en tant que sous-lieutenant, dans le 2e régiment à pied de la Garde. Il prend part à la Première Guerre mondiale, à la suite de laquelle il est nommé chef de section au ministère de la Défense avant de devenir commandant de la 17e division, puis de la 3e division. Resté au sein de l'armée allemande après 1918, au sein de la Reichswehr, il est nommé en 1921 lieutenant-colonel à la tête du département de droit international de la Commission de la paix. En tant que tel, il publie par la suite de nombreux écrits et essais dans lesquels il s'oppose aux accusations alliées relatives aux crimes de guerre commis en France et en Belgique par des soldats allemands pendant la première guerre mondiale (voir aussi les procès de Leipzig). En 1925, il est muté à l'état-major du 14e régiment (badois) d'infanterie et y est promu colonel. L'année suivante, il est envoyé à Genève en tant que représentant de la Reichwehr à la Conférence mondiale pour le désarmement de la Société des Nations. Début 1927, il rejoint le 7e régiment (prussien) d'infanterie à Schweidnitz, où il reçoit une affectation en tant que commandant de régiment et succède ensuite à Lothar Fritsch (de). Début 1929, il est ensuite muté à l'état-major du 1er groupe de commandement à Berlin et est promu au rang de général de brigade . Peu après, il est nommé inspecteur des troupes de circulation (de) au ministère de la Défense du Reich. Fin mars 1931, il se retire du service actif après avoir été promu général de division.
Ayant des opinions favorables aux nazis, il soutient Hitler dès l'arrivée au pouvoir de ce dernier en 1933. Stülpnagel reprend du service actif en 1937 et assure le commandement de la 30e division, pendant deux ans puis part à la retraite.

### La Seconde Guerre mondiale
Stülpnagel est à nouveau rappelé au service actif au début de la Seconde Guerre mondiale. En octobre 1940, il est nommé chef des forces d'occupation allemandes en France (Militärbefehlshaber in Frankreich) et gouverneur militaire de Paris.

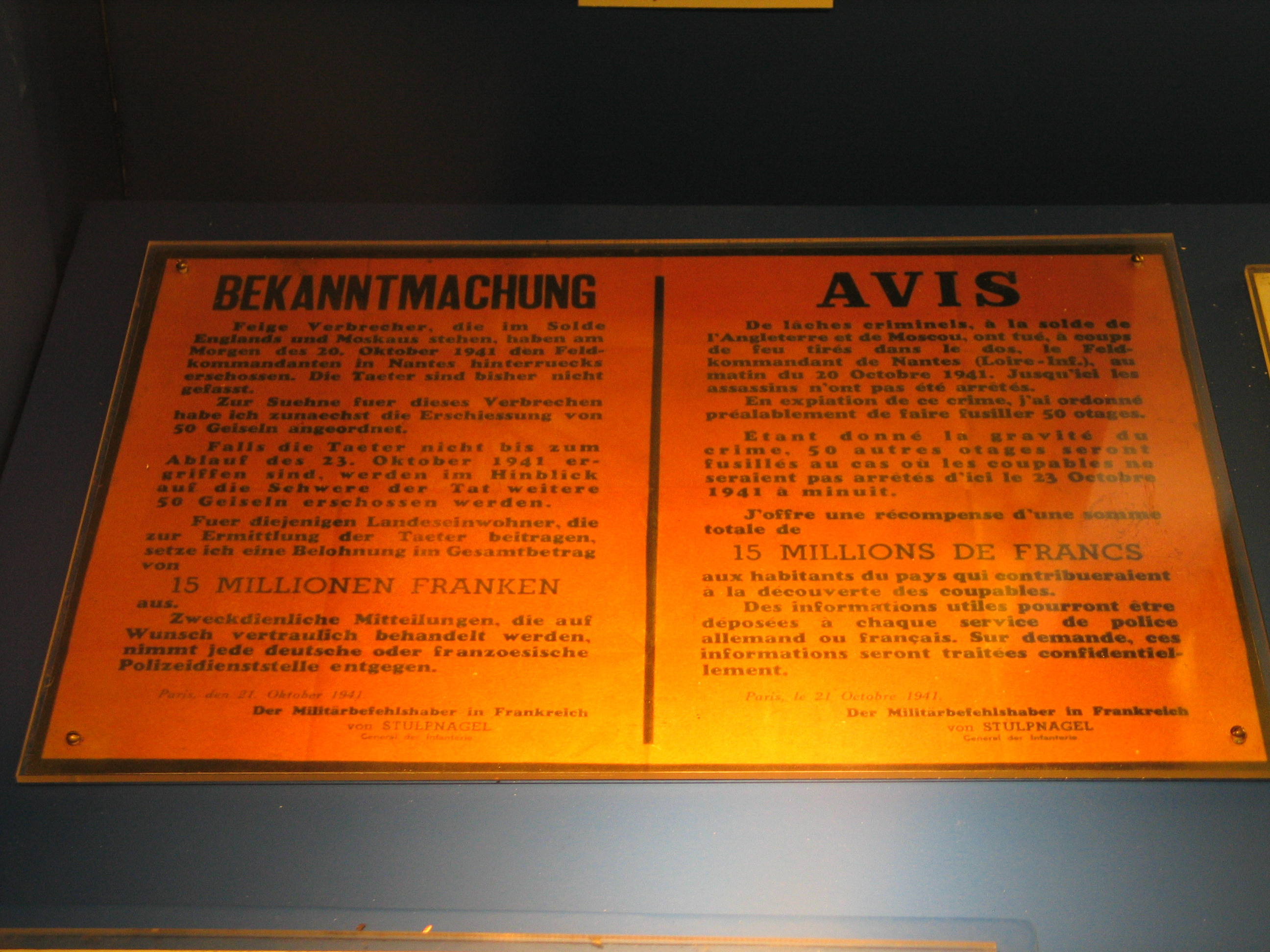
Avis du général Otto von Stülpnagel, Paris, 21 octobre 1941, à la suite d'un attentat à Nantes.

À partir d'août 1941, il est confronté aux attentats contre des militaires allemands, notamment ceux du 21 août contre l'aspirant Moser à Paris, du 20 octobre contre le lieutenant-colonel Karl Hotz à Nantes, du 21 octobre contre le conseiller de l'administration militaire Hans Reimers à Bordeaux. Il prend alors la décision de considérer tous les Français détenus dans un service allemand, ou pour un service allemand, comme des otages pouvant être fusillés à la suite d’actes de la Résistance et publie l’ordonnance du 22 août 1941. Conformément à celle-ci, il ordonne ensuite l'exécution d'otages : des Juifs français issus du camp d'internement de Drancy, des militants communistes comme le jeune Guy Môquet, l'un des vingt-sept  fusillés de Châteaubriant, des résistants nantais comme Alexandre Fourny, l’un des seize fusillés de Nantes.
Le 12 décembre 1941 au petit matin, il fait arrêter chez eux 743 Juifs français : un notaire, un président de chambre à la cour d'appel, un conseiller à la Cour de cassation, des industriels, commerçants, hommes de lettres, de sciences ou de loi ; plus de la moitié sont des anciens combattants. On compte parmi eux René Blum, frère de Léon Blum, et Jean-Jacques Bernard, fils de Tristan Bernard et qui sera l'auteur à la fin 1944 du livre Le Camp de la mort lente, Compiègne 1941-1942. Le quota de mille arrestations n'étant pas atteint, une seconde rafle organisée à Paris permet aux Allemands d’ajouter trois cents autres Juifs, pour l'essentiel de nationalité étrangère. Après avoir été regroupés dans le manège de l'École militaire, l'ensemble des otages est transféré dans la section « Représailles » du camp de Royallieu, près de Compiègne.Le 15 décembre 1941, le quotidien Le Matin fait paraître l’avis suivant, émanant d' Otto von Stülpnagel :
« 

Ces dernières semaines, des attentats à la dynamite et au revolver ont été commis contre les soldats de l'armée allemande.

Ces attentats ont pour auteurs des éléments, parfois même jeunes, à la solde des Anglo-Saxons, des juifs et des bolcheviks, et agissant selon des mots d'ordre infâmes de ceux-ci.

Des soldats allemands ont été assassinés dans le dos et blessés. En aucun cas les assassins n'ont pu être arrêtés. Pour frapper les véritables auteurs de ces lâches attentats, j'ai ordonné l'exécution des mesures suivantes :

I — Une amende d'un milliard de francs est imposée aux juifs des territoires français occupés.

II — Un grand nombre d'éléments criminels judéo-bolchevik seront déportés aux travaux forcés à l'Est. Outre les mesures qui me paraissent nécessaires selon les cas, d'autres déportations seront envisagées sur une grande échelle, si de nouveaux attentats venaient à être commis.

III — Cent juifs, communistes et anarchistes, qui ont des rapports certains avec les auteurs de ces attentats seront fusillés.

Ces mesures ne frappent point le peuple de France, mais uniquement des individus à la solde des ennemis de l'Allemagne, qui veulent précipiter la France dans le malheur et qui ont pour but de saboter la réconciliation entre l'Allemagne et la France.

Paris, le 14 décembre 1941

Der Militaerbefehlshaber in Frankreich — Von Stuelpnagel — General der Infanterie  »

Prenant conscience du fait que la politique d'exécution d'otages contribue à dresser la population contre les autorités d'occupation,, Otto von Stülpnagel demande à être relevé de ses fonctions début 1942. Le 15 janvier 1942, il envoie au Generalfeldmarschall Wilhelm Keitel, chef du Haut Commandement militaire allemand (l’OKW), un rapport dans lequel il critique sa politique de représailles massives ordonnée le 16 septembre 1941 : 

« Quant aux représailles massives, je ne puis plus, du moins pour l’instant et dans les circonstances présentes, m’y résoudre en conscience, ni en accepter la responsabilité directe devant l’histoire en considération de la situation générale et des répercussions de mesures si rigoureuses sur l’ensemble de la population et sur nos rapports avec la France. »

 Cette réaction équivaut en fait à une démission. Il est remplacé en février 1942 par son cousin, portant le même patronyme et également General der Infanterie : Carl-Heinrich von Stülpnagel
En août 1942, âgé de 64 ans, Otto von Stülpnagel est définitivement mis à la retraite.

### Arrestation et décès

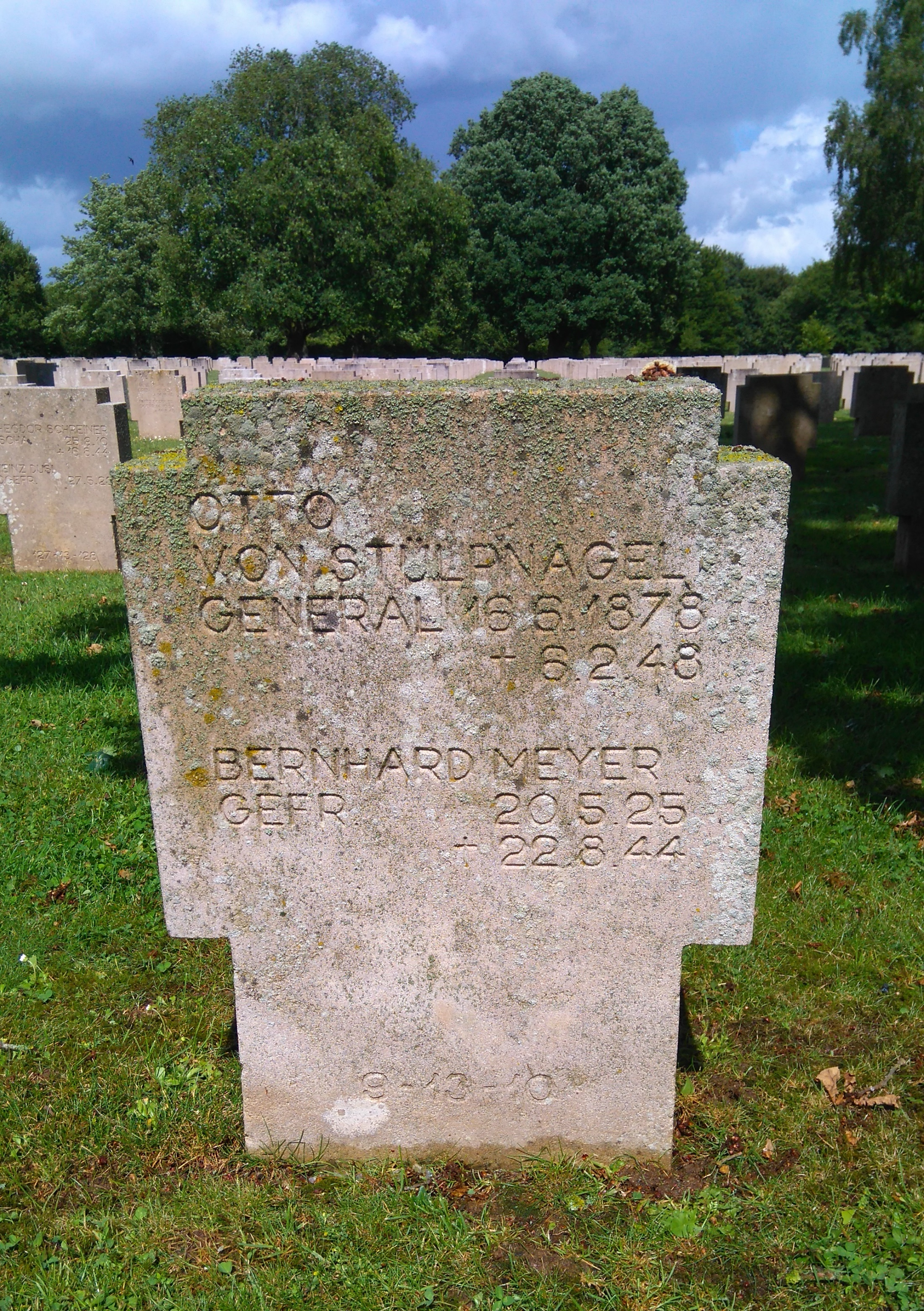
Tombe d'Otto von Stülpnagel dans le cimetière militaire allemand de Champigny-Saint-André (Eure) en Normandie.

Après la guerre, il est arrêté en Allemagne et transféré à Paris en 1946 pour y être jugé pour crime de guerre. Utilisant son maillot de corps, une partie de son caleçon et une ficelle, il se suicide par pendaison le 6 février 1948 dans la prison du Cherche-Midi, avant le début de son procès.
Il est inhumé au cimetière militaire allemand de Champigny-Saint-André (Eure) (bloc 16, ligne 1, tombe 9).

## Distinctions
La liste de ces distinctions, sauf les deux dernières, provient de la liste générale de l’armée de terre allemande.
- Croix de fer (1914) de 2e et 1re classes
- Croix de chevalier de l’ordre de Hohenzollern avec glaives
- Ordre de la Couronne de Prusse de 4e classe
- Insigne du souvenir de l'aviation de Prusse
- Ordre du Mérite militaire bavarois de 3e classe avec glaives
- Croix d’officier de l'Ordre d’Albert de Saxe avec glaives
- Croix de chevalier de l’ordre de la Couronne de Wurtemberg avec glaives
- Croix de chevalier de l’ordre du Griffon du Mecklembourg
- Croix du Mérite militaire du Mecklembourg-Schwerin de 2e classe
- Croix de chevalier de la Croix de Frédéric-Auguste d’Oldenbourg de 1re classe
- Croix de chevalier de 2e classe de l'ordre d’Albert l’Ours
- Croix hanséatique de la ville de Hambourg
- Croix hanséatique de la ville de Brême
- Croix hanséatique de la ville de Lübeck
- Croix du Mérite militaire autrichien de 3e classe avec décoration de guerre
- Chevalier d’honneur de l’ordre protestant de Saint-Jean
- Croix du Mérite de guerre (1939) de 2e et 1re classes